# Danilo Pinnock
Danilo Agustin „J.R.“ Pinnock (* 11. Dezember 1983 in Fort Hood, Texas) ist ein US-amerikanischer Basketballspieler.
Pinnock, dessen Eltern aus Panama in die USA eingewandert waren, begann seine Karriere 2003 für die George Washington University  in der nordamerikanischen College-Liga NCAA. 2004 wurde er in deren Atlantic-10-Division in das All-Rookie-Team gewählt, 2005 zum sechstbesten Spieler des Jahres und 2006 in das All-Atlantic-10 First Team, in dem die besten fünf Spieler der Division vertreten sind.
In seinem Abschlussjahr kam er in 30 Spielen auf 14,5 Punkte, 5,3 Rebounds, 3,1 Assists und 2,4 Ballgewinne pro Partie bei einer Feldwurftrefferquote von 48,5 % (164/338). Von der Dreipunktlinie erzielte er eine Trefferquote von 27,5 % (25/91). Nach Abschluss seines dritten Collegejahres meldete er sich dann für den NBA Draft an.
Seit 2005 gehört Pinnock auch der A-Nationalmannschaft von Panama an. Bei der Amerikameisterschaft 2005 erzielte er in acht Spielen 13,5 Punkte pro Partie für die Mittelamerikaner und traf 44 seiner 88 Feldwurfversuche. 2006 sollte der Combo Guard mit dem panamaischen Aufgebot zur Weltmeisterschaft nach Japan fliegen. Kurz vor dem geplanten Abflug nach Panama musste er Nationalcoach Guillermo Vecchio jedoch eine Absage erteilen, da er seinen panamaischen Pass verloren hatte.
Von den Dallas Mavericks war Pinnock Ende Juni 2006 beim NBA Draft in der 2. Runde an 58. Stelle ausgewählt worden. Anschließend wurde er im Austausch für einen zukünftigen Zweitrundenpick an die Los Angeles Lakers weitergegeben. Bis zum 26. Oktober 2006 gehörte Pinnock deren Vorsaisonkader an, fiel jedoch einer Kaderverkleinerung kurz vor Saisonbeginn zum Opfer. In sechs Vorbereitungsspielen hatte der 1,93 m (nach anderen Angaben 1,95 m) große Pinnock durchschnittlich 1,8 Punkte pro Spiel erzielt.
Von November 2006 bis zum 24. Januar 2007 gehörte Pinnock zum Kader der Gießen 46ers. Jedoch wurde der Vertrag mit dem Aufbau- und Flügelspieler aus disziplinarischen Gründen in beiderseitigem Einverständnis aufgelöst.
Im Sommer 2007 nahm er mit der Nationalmannschaft Panamas an den Amerikameisterschaften teil. Er konnte in vier Spielen im Schnitt 16,5 Punkte und 7,0 Rebounds machen.
Danilo Pinnock stand seit dem 1. Oktober 2007 im Team der Portland Trail Blazers, wurde allerdings am 15. Oktober schon wieder entlassen. Im einzigen Vorbereitungsspiel, das Pinnock für die Blazers bestritt, erzielte er 2 Punkte, 4 Rebounds, 2 Assists und 2 Steals (12. Oktober bei den Denver Nuggets).
Pinnock, dessen Vater auch Danilo heißt, ließ sich in jungen Jahren „J.R.“ für Junior nennen. Seit Ende 2005 tritt er unter seinem tatsächlichen Vornamen auf.